# 田島裕和
田島 裕和（たじま ひろかず、1966年6月28日 - ）は、滋賀県栗太郡栗東町（現・栗東市）出身（兵庫県宝塚市生まれ）の元騎手・現調教助手。
父はかつて1973年に天皇賞（秋）、1974年に有馬記念を勝ったタニノチカラの主戦騎手を務めた田島日出雄調教助手。

## 来歴
騎手として活躍する父・日出雄を間近にして育ち、後に栗東トレーニングセンターの完成に伴い滋賀へと移り住む。
それまで「将来は騎手になっているんだろうな」という漠然とした思いしかなかったものの、中学卒業後の進路を問われたのを契機に騎手になることを決め、競馬学校に1期生として入学。日出雄は裕和の騎手願望に対し誘導も反対もしなかったという。
1985年に騎手免許を取得し、競馬学校当時に実習生として配属されていた栗東・福島勝厩舎からデビュー。同期に小学校時代から12年間同級生であった石橋守・上籠勝仁・須貝尚介・林満明のほか、美浦所属組に柴田善臣・岩戸孝樹・武藤善則などがいる。
1年目の1985年は3月2日の阪神第2競走4歳未勝利・イブキザーバン（17頭中11着）で初騎乗を果たし、5月12日の京都第5R競走4歳未勝利・レデイライアンで初勝利を挙げるが、3馬身差2着に須貝が騎乗するラブリーライラック、3着にも柿元嘉和が騎乗するローベルタイカンが入るなど同期の上位独占となった。11月23日・翌24日の中京では初の2日連続勝利、24日は初の1日2勝をマーク。初年度から2桁の12勝を挙げ、1988年まで4年連続2桁勝利を記録するなど勝ち鞍を順調に伸ばしたものの、この当時に騎手仲間と飲み更けることが多くなる。これが師匠である福島の怒りを買い、フリーとなる糸口に繋がる。
2年目の1986年に5月10日の京都で初の1日3勝を挙げ、3年目の1987年にはフリーへ転向するが、1989年には僅か3勝にまで勝利数を落とす。騎乗数を確保するために同年限りながら障害にも騎乗したが、9戦して未勝利に終わる。
以降は考え方を改め、ローカル開催にも騎乗し始め、地道に仕事を積み重ねるようになり、1990年には2年ぶりの2桁となる12勝を挙げて盛り返す。1990年から1996年まで7年連続2桁勝利を記録し、1991年の福島記念ではヤグラステラでツインターボ・ユキノサンライズを破って重賞初制覇を達成。福島記念の日の福島の芝は良馬場でもボコボコのコンディションであり、特に直線は酷く、馬場の5分どころを走っても泥が飛びまくっていた。田島はヤグラステラを馬場の6分どころで走らせ、ぎりぎり馬場状態の良いところを終始走らせ勝利に導いた。
1993年には自己最多の28勝をマークし、1995年の京阪杯ではアンバーライオンでダンツシアトル・チョウカイキャロルに次ぐ3着に逃げ粘る。
1996年からはスギノハヤカゼとのコンビにて短距離路線で活躍。1996年はアーリントンカップを好タイムで楽勝して重賞初制覇に導くと、2勝目の中日スポーツ賞4歳ステークスでは4コーナーから一気にまくって出る横綱相撲で、2着もスキーミュージックで鹿戸幸治厩舎のワンツーとなった。秋はセントウルステークスから始動してフジノマッケンオーの3着となり、次走のスワンステークスを1分19秒3という当時の日本レコードで制する。1997年にはCBC賞でエイシンバーリン・フラワーパーク・ヒシアケボノ・シンコウフォレスト・マサラッキを下して重賞4勝目を獲得し、続くスプリンターズステークスでは後方から追い込んでタイキシャトルの2着に入る。スギノハヤカゼは真面目でいつも必死に走り、馬と馬の間を自分から割っていこうとする根性もあったが、雨馬場が苦手であった。肝心な時には雨が降り、距離も「1400mのGIがあれば…」と何度も思った。GI制覇にあと一歩のところまで迫ったが、本番では運と馬場とに泣かされ続け、1998年の高松宮記念では稍重の馬場で1分10秒8の11着に沈み、レース後に田島は悔しさを滲ませながら「GIの時計じゃないよ」とコメントした。
1998年には師匠・福島の厩舎に復帰するが、1999年には再びフリーとなる。9月18日の阪神第10競走芦屋川特別・テイエムキングオーで落馬し、頭部を外傷して尼崎市の関西労災病院に運ばれる。その後は済生会滋賀県病院で入院加療していたが、10月13日に退院し、3ヶ月後の2000年2月に復帰。
復帰後は騎乗数が激減し、年間騎乗数2桁、年間勝ち鞍1桁という状況が続く。一方で田島は当時としては珍しく、インターネット上に自らのホームページ「tajihiro HP」を自らの管理下で開設。TwitterもInstagramも無い時代に田島が飾らない文章で綴った「diary」は、外部のファンが当事者の思いに直接触れられる数少ない場所であり、更新を楽しみにするファンも多かった。
2001年からは藤沢則雄厩舎の所属となり、フリー転向後も続いていた福島との関係が途絶える。同年は自己最低の1勝に終わるが、その1勝はチェリーラスターでスターリングローズをクビ差破った8月5日の小倉第11競走KBC杯であった。
2002年は同年初日となる1月5日京都第1競走3歳未勝利で16頭中14番人気のチアズシャイニングで逃げ切って単勝万馬券の波乱を呼び、8月25日の小倉第11競走博多ステークスではシーパッションで大逃げを打ち、後続になし崩しに脚を使わせると、良馬場ながら前半3F35秒7・後半3F37秒5で逃げ切り勝ちを収める。
2002年からはナリタセンチュリーの主戦騎手として活躍し、4歳の2003年春に500万下→1000万下を連勝すると、夏の降級を挟んでさらに1000万下→1000万下→1600万下と勝ち、都合6勝を積み上げて5歳の2004年春にオープン馬の仲間入りを果たした。中京記念では中段から内を捌いて猛然と差し込んだが、単勝161.9倍の最下位人気メイショウキオウの逃げを捕らえ切れず2着に終わった。京都大賞典では後方3番手でじっくり脚を貯めたて直線大外に進路を取り、アドマイヤグルーヴら先行各馬を一気に呑みこんでいく。その競走生活で唯一となる上り33秒台の鬼脚を繰り出し、最後は抵抗するゼンノロブロイを真っ向勝負で2着に競り落とす完勝。田島は約8ヶ月ぶりの勝利を7年ぶりの重賞勝利で飾り、存在感を示したが、2004年に挙げた3勝は全てナリタセンチュリーで挙げたものであった。
2005年の京都記念では中段を形成するマイソールサウンド・ヒシミラクル・アクティブバイオ・トウショウナイト・サンライズペガサスを前に見て、ファストタテヤマ・ダイタクバートラムを後ろに置く後方3番手内に控え、2コーナーから向正面で徐々にポジションを上げていく。3コーナーから坂の下りにかけて、各馬が徐々に動き始め、ナリタセンチュリーは一度中段に取り付く。逃げるピサノクウカイ以外は進路を外、外に求めていたが、4コーナーで内々を逃げるピサノクウカイと外から捕らえにかかる10頭の間にぽっかりと大きなスペースに飛び込んでいくと、真一文字に突き抜けていく。残り1ハロンで既に大勢は決し、追いすがるトウショウナイトに1馬身半差を付け、人馬共に京都大賞典以来4ヶ月ぶりの勝利を飾った。シルクフェイマス・ダイタクバートラムといった人気上位馬が伸びを欠き、マイソールサウンド・トウショウナイト・ヒシミラクルらが追い上げるも前を交わす勢いはなかった。ナリタセンチュリーは人気を裏切った前走の汚名を返上して改めて実力を誇示し、再びコンビを組んだ田島の好リードも光り、8勝全てが田島とのコンビという抜群の相性を見せて人馬一体の勝利となった。
2006年には11年ぶりに京都で行われた宝塚記念に挑み、当日は雨の稍重であった。ディープインパクトが道悪が不得意と思われていたのに対し、ナリタセンチュリーは大の得意で、極め付きはゼッケン番号が京都記念を勝った時と同じ7番であった。田島は「全ての流れがセンチュリーの勝利に向いてきている」と思い、ゲート裏で輪乗りをしている時も「ディープに勝てる、ディープに勝てる」と頭の中で唱えていた。枠順がディープインパクトと隣同士であったため、ゲートを出てから少しの間は体を合わせるように走っていたが、ディープインパクトはいつものように最後方にポジションを取り、ナリタセンチュリーは中団でレースを運ぶ。バランスオブゲームが引っ張る縦長の展開を真ん中で進んでいくが、田島は天皇賞（春）で初対戦した際、ディープインパクトが上がってくる時は後ろから1頭だけ違う足音が聞こえることを知る。宝塚記念では聞こえなかったため、直線で観客席からの湧き上がるような歓声が聞こえてくるまで「やった!後ろでノメッてるな!」と思っていたが、観客の歓声にハッとして気付けば斜め前方を飛んでいくディープインパクトが見えた。3・4コーナーで後方から進出するディープインパクトを場内ビジョンが大写しにし、歓声とどよめきで場内が揺れる中、直線で渾身の左ムチを一発入れてバランスオブゲームを射程圏に捉える。ディープインパクトの4馬身後ろで猛然と脚を伸ばし、最後の2完歩で捉え切って2着に入る。
同馬引退後は所属する藤沢則厩舎の人気薄馬への騎乗が大半を占め、成績も低迷。2007年は3月3日の中京第7競走4歳以上500万下を16頭中14番人気のシュペールサンバで勝利し、単勝万馬券を演出。翌4日の中京第12競走瀬戸特別をシーサンダーで勝利し、自身最後の2日連続勝利と特別勝ちを同時に決めた。
2008年と2009年は共に1勝に終わり、2009年12月19日の阪神第7競走2歳新馬をオーミフォレストが逃げ切ったのが最後の勝利となる。2011年度より新厩舎制度が導入されることに伴い、2010年12月20日付けで現役を引退。2010年11月7日の京都第7競走4歳以上500万下・スズカスコール（15頭中10着）が最後の騎乗となった。
引退後は藤沢則雄厩舎の調教助手へと転身し 、調教専門の攻め専として、クリノガウディーを担当。

## 騎乗成績
| 年度   | 1着 | 2着 | 3着 | 騎乗数 | 勝率 | 連対率 | 複勝率 |
| ------ | --- | --- | --- | ------ | ---- | ------ | ------ |
| 1985年 | 12  | 12  | 17  | 175    | .069 | .137   | .234   |
| 1986年 | 20  | 13  | 24  | 248    | .081 | .133   | .230   |
| 1987年 | 19  | 14  | 12  | 197    | .096 | .168   | .228   |
| 1988年 | 11  | 16  | 16  | 195    | .056 | .138   | .221   |
| 1989年 | 3   | 11  | 12  | 147    | .020 | .095   | .177   |
| 1990年 | 12  | 17  | 16  | 210    | .057 | .138   | .214   |
| 1991年 | 13  | 20  | 20  | 233    | .056 | .142   | .227   |
| 1992年 | 13  | 16  | 17  | 191    | .068 | .152   | .241   |
| 1993年 | 28  | 17  | 23  | 258    | .109 | .174   | .264   |
| 1994年 | 15  | 19  | 18  | 247    | .061 | .138   | .211   |
| 1995年 | 13  | 19  | 14  | 201    | .065 | .159   | .229   |
| 1996年 | 16  | 6   | 18  | 163    | .098 | .135   | .245   |
| 1997年 | 9   | 8   | 8   | 148    | .061 | .115   | .169   |
| 1998年 | 10  | 9   | 19  | 179    | .056 | .106   | .212   |
| 1999年 | 11  | 9   | 4   | 100    | .110 | .200   | .240   |
| 2000年 | 7   | 5   | 6   | 96     | .073 | .125   | .188   |
| 2001年 | 1   | 5   | 3   | 60     | .017 | .100   | .150   |
| 2002年 | 9   | 9   | 4   | 96     | .094 | .188   | .229   |
| 2003年 | 8   | 4   | 4   | 88     | .091 | .136   | .182   |
| 2004年 | 3   | 2   | 1   | 39     | .077 | .128   | .154   |
| 2005年 | 6   | 2   | 2   | 45     | .133 | .178   | .222   |
| 2006年 | 2   | 5   | 3   | 38     | .053 | .184   | .263   |
| 2007年 | 3   | 2   | 3   | 55     | .055 | .091   | .145   |
| 2008年 | 1   | 0   | 5   | 29     | .034 | .034   | .207   |
| 2009年 | 1   | 0   | 0   | 20     | .050 | .050   | .050   |
| 2010年 | 0   | 0   | 0   | 18     | .000 | .000   | .000   |
| 平地   | 246 | 240 | 269 | 3476   | .071 | .140   | .217   |
| 障害   | 0   | 1   | 1   | 9      | .000 | .111   | .222   |
| 地方   | 7   | 7   | 4   | 35     | .200 | .400   | .514   |

|            | 日付           | 競馬場・開催  | 競走名     | 馬名             | 頭数 | 人気 | 着順 |
| ---------- | -------------- | ------------- | ---------- | ---------------- | ---- | ---- | ---- |
| 初騎乗     | 1985年3月2日   | 1回阪神3日2R  | 4歳未勝利  | イブキザーバン   | 17頭 | 16   | 11着 |
| 初勝利     | 1985年5月12日  | 3回京都8日5R  | 4歳未勝利  | レデイライアン   | 12頭 | 2    | 1着  |
| 重賞初騎乗 | 1986年7月6日   | 2回中京8日11R | 金鯱賞     | ヒシノレビン     | 21頭 | 20   | 14着 |
| GI初騎乗   | 1993年5月23日  | 3回東京2日11R | 優駿牝馬   | ドラゴンルーブル | 18頭 | 16   | 10着 |
| 重賞初勝利 | 1991年11月17日 | 3回福島8日11R | 福島記念   | ヤグラステラ     | 14頭 | 4    | 1着  |
| 障害初騎乗 | 1989年1月28日  | 2回京都1日5R  | 障害未勝利 | ナニワタロー     | 12頭 | 9    | 5着  |

### 主な騎乗馬
- ヤグラステラ（1991年福島記念）
- スギノハヤカゼ（1996年アーリントンカップ・中日スポーツ賞4歳ステークス・スワンステークス、1997年CBC賞）
- ナリタセンチュリー（2004年京都大賞典、2005年京都記念）

その他
- シルクフォーチュン
- ランヘランバ